# Garrett Richards
Garrett Thomas Richards (Riverside, 27 maggio 1988) è un giocatore di baseball statunitense, lanciatore per i Texas Rangers nella Major League Baseball.

## Carriera

### Inizi e Minor League (MiLB)
Proveniente dalla Edmond Memorial High School e successivamente dall'Università dell'Oklahoma, Richards entrò nel baseball professionistico quando fu selezionato nel primo turno, come 42ª scelta assoluta del draft MLB 2009 dai Los Angeles Angels of Anaheim, con un bonus alla firma di 802.800 dollari. Nel suo primo anno venne assegnato in Minor League, nella classe Rookie. Iniziò la stagione 2010 in A-singola e a metà stagione venne promosso in A-avanzata. Iniziò la stagione 2011 in Doppia-A. 

### Major League (MLB)
Il debutto nella MLB avvenne il 10 agosto 2011, allo Yankee Stadium di New York City, contro i New York Yankees. Durante la partita concesse 6 punti in 5 inning, collezionando la sua prima sconfitta e chiudendo con un media di 10.80. Nella stagione 2012 occupava il ruolo di lanciatore di rilievo, ma in 9 occasioni ha ricoperto il ruolo di lanciatore partente.
Nel luglio 2018 Richards, per riparare il legamento ulnare del gomito destro, si è dovuto sottoporre alla Tommy John surgery, perdendo il resto della stagione 2018. Il 7 dicembre 2018, firmò un contratto biennale con i San Diego Padres. Nel febbraio 2019 è stato ipotizzato un suo rientro in campo per la seconda parte della stagione 2019, che avvenne poi il 16 settembre. Divenne free agent a fine stagione 2020.
Il 3 febbraio 2021, Richards firmò un contratto annuale del valore di 10 milioni di dollari con i Boston Red Sox. Divenne free agent a fine stagione, in seguito alla scadenza del contratto.
Il 20 marzo 2022, Richards firmò un contratto annuale con i Texas Rangers.